# Tribun
Tribun (latin: Tribunus) var titlen på forskellige valgte embedsmænd i antikkens Rom. De to vigtigste tribuner var plebejertribuner (også benævnt folketribun) og militærtribuner. I størstedelen af den romerske historie fungerede et kollegium af ti plebejertribuner som et kontrolorgan over Senatets og de årlige magistraters autoritet. De besad beføjelsen ius intercessionis til at intervenere på vegne af plebejerne og nedlægge veto mod ugunstig lovgivning. Der var også militærtribuner, som kommanderede dele af den romerske hær og var underordnede højere magistrater såsom konsuler og prætorer, promagistrater og deres legater. Forskellige officerer i den romerske hær blev også kaldt tribuner. Titlen blev også brugt til flere andre positioner og klasser i løbet af den romerske historie.

## Plebejertribun
Plebejertribun eller folketribun (latin: tribunus plebis) var den første embede i den romerske republik, der var åbent for plebejerne. Plebejerne valgt hvem (andre plebejer), der skulle besidde disser embeder på plebejerforsamlingen. Embedet var gennem hele republikkens historie den vigtigste kontrol af det romerske senats og romersk magistraters magt. Det fungerede som det vigtigste politiske redskab for plebejernes i deres magtkamp mod patricierne.
Folketribunerne blev valgt for et år, og der valgtes mellem to og ti – tallet varierede. De havde ret til at nedlægge veto imod alle forslag, som embedsmændene fra magistraten havde stillet. I praksis blev der nedlagt forbud imod mange forslag, som kunne genere senatet. Embedet blev udnyttet af demagoger. Tiberius Gracchus forsøgte at udnytte det til at gennemføre jordreformer, men blev myrdet, da han søgte genvalg. Et af hans midler var at nedlægge veto mod alle forslag fra embedsmændene. Da broderen forsøgte at genoptage Tiberius' program, blev også han stoppet.
Nogle historikere er af den opfattelse, at institutionen, der skulle sikre en balance mellem de ledende slægter i Rom, nobiliteten, og de mindre privilegerede klasser, var stærkt medvirkende til republikkens fald og kejsertidens indførelse.